# Napad na dvorano Krokus (2024)
Napad na dvorano Krokus je bil džihadistični napad 22. marca 2024 v Krokus City Hall (rusko Крокус Сити Холл) v Krasnogorsku (zahodni rob Moskve). Štirje zamaskirani napadalci v uniformah so z avtomatskimi puškami streljali na množico, ki je čakala na koncert. Sprožili so tudi eksplozijo in požar. Ubitih je bilo najmanj 139 ljudi in več kot 182 ranjenih.
Odgovornost za napad je prevezela organizacija Islamske države v Horasanski pokrajini ter objavila slike napadalcev, poročilo o napadu ter posnetke njihovih kamer.

## Ozadje
Dva tedna pred napadom je več veleposlaništev zahodnih držav v Moskvi opozorilo na grožnjo napadov ekstremistov na velika srečanja v Moskvi. Ruski predsednik Vladimir Putin je opozorila o možnosti terorističnih napadov označil za »izsiljevanje«. Uradniki ZDA so potrdili, da je bil napad povezan z njihovimi predhodnimi opozorili.

## Napad
22. marca je skupina Piknik v dvorani Krokus nameravala izvesti koncert, za katerega so bile razprodane vse vstopnice. Pred začetkom nastopa, okoli 20:00 po lokalnem času, je najmanj pet zamaskiranih oseb v vojaških oblačilih začelo z avtomatskim orožjem streljati na množico. Na družabnih omrežjih so se pojavili posnetki streljanja. Z molotovkami naj bi nato zanetili požar v dvorani. Ob 21:32 je odjeknila eksplozija in okoli 22:00 se je delno podrla streha. Nekateri napadalci naj bi se zabarikadirali v stavbi.
Posebne policijske enote (SOBR) in OMON so bile poslane na prizorišče napada, vendar so prispele šele eno uro po začetku streljanja. Ruska nacionalna garda je začela iskanje osumljencev, ki naj bi zbežali v belem Renaultu.
Ubitih je bilo najmanj 139 ljudi in preko 182 ranjenih. Nekateri so umrli zaradi vdihovanje dima.

## Preiskava
23. marca je bilio pridržanih 11 ljudi, vključno s 4 napadalci, ki so bili zajeti v Brjanski oblasti, ki meji na Ukrajino ter Belorusijo. Ruske oblasti so sodelovale z Belorusijo, da ne bi prečkali beloruske meje. Ruski preiskovalni komite je sprožil kriminalistično preiskavo napada.
Aleksander Hništajn, poslanec dume, je trdil, da so v avtomobilu napadalcev odkrili Tadžikistanske potne liste. Uradniki so kasneje izjavili, da noben od napadalcev ni imel ruskega državljanstva.
Na Telegramu se je pojavil kratek video v katerem naj bi agenti FSB mučili enega izmed osumljencev. Na posnetku je vidno, da so mu odrezali uho in ga silijo, da ga poje. Pred tem se je pojavil posnetek istega osumljenca s krvavim obrazom in prevezo čez ušesa. Nož s katerim je bilo odrezano uho je Jevgenij Raskazov, člane neonacistične skupine Rusič dal na dražbo. Na spletu se je pojavila tudi fotografija drugega osumljenca na kateri ga naj bi FSB mučil z električnimi šoki na genitalijah, ti. »telefonski klic Putinu«.
Na posnetku zaslišanja, ki so ga objavili ruski državni mediji, je en izmed osumljencev rekel, da je sodeloval v napadu v zameno za milijon rubljev. Plačilo je prejel od neznancev prek Telegrama.
24. marca so bili štiri osumljenci privedeni na sodišče v Moskvi in obtoženi terorizma. Trije so se izrekli za krive. Vsi štiri osumljenci so imeli vidne sledove mučenja. En izmed osumljencev je bil pripeljan na invalidskem vozičku in z manjkajočim očesom. Tiskovni predstavnik Kremlja je glede mučenja osumljencev dejal, da »to vprašanje pušča neodgovorjeno«.

25. in 26. marca se je na sodišču pojavilo še več osumljencev, ki naj bi napadalcev prodali avtomobil in najemodajalec stanovanja, kjer so napadalci stanovali.
IS-HP je kmalu po napadu prevzela odgovornost prek Telegram objave ter dodala, da so se napadalci »varno vrnili v bazo«. Gre za regionalno podružnico Islamske države, ki je aktivna predvsem v južno-centralni Aziji, predvsem Afganistanu.
Dan po napadu je IS-HP objavila slike napadalcev ter poročilo o napadu. Kasneje je objavila še posnetke kamer napadalcev, v katerih je vidno streljanje na žrtve ter rezanje vratu ustreljenega moškega. Napadalci v posnetku medtem vzklikajo različne islamistične vzklike, med drugim »Alah je velik!«

## Odzivi

### Ruske obtožbe o ukrajinski vpletenosti
Putin in FSB sta trdila, da so napadalci skušali prečkati rusko-ukrajinsko mejo in da naj bi imeli kontakte na »ukrajinski strani«. Aretacija je osumljencev je bila izvedena 145 km stran od ukrajinske meje in ne v njeni bližini kot so trdile ruske oblasti. Ukrajina je zanikala kakršnokoli vpletenost v napad ter trditve FSB opisala kot »zelo dvomljive in primitivne« lažne novice, saj je rusko-ukrajinska meja močno varovana z vojaki in droni ter na mnogih mestih minirana. Beloruski predsednik Aleksander Lukašenko je v nasprotju s Putinovim trditvam dejal, da so bili napadalci sprva namenjeni v Belorusijo.
Nekaj ur po napadu je ruski televizijski kanal NTV predvajal lažne posnetke Oleksija Danilova, sekretarja ukrajinskega sveta nacionalno varnost in obrambo, kjer naj bi priznal, da je napad izvedla Ukrajina. Posnetek je bil sestavljen iz različnih video izrezkov pretekle oddaje na kanalu 1+1 ter z lažnim zvočnim posnetkom narejenim s tehnologijo deepfake.
ZDA so izjavile, da ni dokazov o vpletenosti Ukrajine. Vpletenost sta zanikali ruskai protivladni vojaški formaciji Ruski prostovoljski korpus ter Legija svoboda Rusije. Ruski protivladni medij Meduza je poročal, da je ruska vlada provladnim in državnim medijem naročila naj izpostavijo »možne sledi« ukrajinske vpletenosti.
Ukrajinsko ministrstvo za zunanje zadeve je zavrnilio obtožbe nekaterih ruskih uradnikov, da naj bi bila Ukrajina vpletena v napad ter dodala, da te obtožbe obravnava kot »načrtovano provokacijo Kremlja, da bi stopnjevali protiukrajinsko histerijo v ruski družbi ter stopnjevanje mobilizacije ruskih državljanov, da bodo sodelovali v zločinski agresiji proti naši državi ter da bi diskreditirali Ukrajino v očeh mednarodne skupnosti«. Ministrstvo je tudi namignilo, da bi napad lahko bil ruska operacija pod lažno zastavo. Ukrajinska obveščevalna služba je zapisala, da je napad »namerna provokacija Putinovega režima«, da bi upravičili hujše napade na Ukrajino ter popolno mobilizacijo v Rusiji. Ukrajinski predsednik Volodimir Zelenski je Putinove obtožbe o vpletenosti Ukrajine opisal kot »bolne in cinične«.
Vodja ukrajinske obveščevalne službe, Kirilo Budanov, je izjavil, da je Rusija vedela za priprave na teroristični napad že vsaj od 15. februarja. Kot možen vzrok zakaj ga niso preprečili je navedel notranje boje med visokimi uradniki in željo, da bi krivdo zanj zvalili na Ukrajino. Dodal je, da so ruske oblasti že trikrat spremenile uradno zgodbo in da so njihove obtožbe Ukrajine nesmiselne.
Rusko zunanje ministrstvo je 31. marca v zvezi z domnevno vpletenostjo Ukrajine v napad na dvorano Krokus ter drugimi napadi za katere Rusija trdi, da so delo Ukrajine in naj bi bili terorizem, sklicujoč se na konvencije Združenih narodov, ukrajinskim oblastem poslalo zahteve za takojšnjo izročitev vseh oseb za katere trdijo, da naj bi bile vpletene v omenjene napade. Te zahteve vključujejo aretacijo vodje ukrajinske varnostne službe (SBU) Vasila Maljuka. Ministrstvo je ob tem zapisalo, da je boj proti mednarodnemu terorizmu odgovornost vsake države ter, da bi morebitna kršitev teh obveznosti po protiterorističnih konvencijah povzročila mednarodno pravno odgovornost Ukrajine.  Maljuk je bil pred tem 25. marca v Rusiji »aretiran v odsotnosti«. SBU je v izjavi ruske obtožbe o terorizmu označila kot cinične ter dodala, da je ruski predsednik Putin sam predmet naloga Mednarodnega kazenskega sodišča za aretacijo ter, da »so kakršne koli besede ruskega zunanjega ministrstva brez vrednosti«.

### V Rusiji
Ruski predsednik Vladimir Putin je ranjenim zaželel hitro okrevanje in pohvalil zdravnike, ki so jih zdravili. Tiskovna predstavnica ruskega ministrstva za zunanje zadeve je mednarodno skupnost pozvala k obsodbi napada. Napade je obsodil tudi čečenski voditelj Ramzan Kadirov. Ruski premier je izjavil, da bodo »napadalci kaznovani. Ne zaslužijo si usmiljenja.«
Opozicijska voditeljica Julija Navalna, žena pokojnega opozicijskega voditelja Alekseja Navalnega, je napad obsodila. Sodelavci Navalnega so kritizirali tudi »katastrofalno nesposobnost« FSB, češ da je bolj zaposlen z ubijanjem političnih nasprotnikov, vohunjenjem za nasprotniki ruske vojne v Ukrajini in preganjanjem »LGBT ekstremistov«.
Aktivisti za človekove pravice so kritizirali mučenje osumljencev napada ter dodali, da so se varnostne službe »odločile, da ni več razloga za prikrivanje svojih metod«. Ruska varuhinja človekovih pravic je prav tako izrazila nasprotovanje mučenju osumljencev.
Stranka Pravična Rusija - Za resnico je pozvala k vrnitvi smrtne kazni. Poziv so podprili tudi nekateri člani vladujoče stranke Združena Rusija.

### Po svetu
Ambasada ZDA v Moskvi je izrazila sožalje, svojim državljanom v Rusiji pa sporočila, da so zelo omejeni pri potencialni pomoči svojim državljanom, ker je njihovem osebju omejeno gibanje v Rusiji.
Talibanska vlada Afganistana, od kjer deluje IS-HP (in je v vojni s Talibani) je napad označila za »kršitev vseh človeških standardov« in pozvala k sodelovanju med sosednimi državami.